# りさいくるずー
『りさいくるずー』は、段ボールで作られたキャラクターが動き出し、さまざまな冒険をするアニメーション作品。

## 概要
実際の段ボールを切り貼りして工作をする「実写撮影シーン」と、作られたキャラクターが動き出す「アニメーションシーン」の二つによって構成される映像作品。実写撮影シーンで作られた物は、アニメーションのキャラクターになるだけでなく、キャラクターが使用するアイテムになったりする。

### 映画第1作
2019年4月26日に公開された東映まんがまつりの4作品の一つとして公開された。
同時上映は『映画おしりたんてい カレーなる じけん』『映画 爆釣バーハンター 謎のバーコードトライアングル 爆釣れ！深海魚ポセイドン』『えいが うちの3姉妹』。

### 映画第2作
2020年公開の東映まんがまつりで第2作が上映されることが発表された。同時上映は『映画 おしりたんてい テントウムシいせきの なぞ』『仮面ライダー電王 プリティ電王とうじょう!』『映画 ふしぎ駄菓子屋 銭天堂 つりたい焼き』。キャッチコピーは「ダン王たんじょう!?」。
当初は2020年4月24日公開予定であったが、新型コロナウイルスの感染状況とこれに伴う政府および関係機関などの方針から公開延期となり、緊急事態宣言の解除に伴って同年8月14日に公開された。

### 映画第3作
東映まんがまつり枠で、作品間で登場する幕間作として2021年8月13日公開。同時上映は映画 おしりたんてい スフーレ島のひみつ、深海のサバイバル!。

## あらすじ
体が段ボールでできた探検家コンビ、ネコのヤマオリとイヌのタニオリは、ロケットにのってダンボールの星にやって来る。現地のウサギ星人と共に、足りないものをダンボールで作り出しながら、ダンボール神殿に眠る伝説のお宝を目指して進む二人。その行く手には、手ごわい試練が待ち受けていた。

## スタッフ
- 原作 - coyote
- 製作 - 森下孝三、吉村文雄、島谷浩作
- プロデューサー - 原田拓朗、芦塚明子
- ダンボール工作 - ダンボールジョー
- 音楽 - 桑原理一郎
- 音響監督 - 亀田亮治

第2作
- 脚本・監督 - べんぴねこ

## キャスト
- おとこのこ - 海老塚幸穏
- ヤマオリ／タニオリ - べんぴねこ
- うさぎ星人 - 松井恵理子
- ドラゴン - 後藤ヒロキ

第2作登場
- 仮面ライダー電王 - 関俊彦
- ハンマー怪人 - 後藤ヒロキ
- ハンマー怪人のお兄さん - 後藤ヒロキ

## ゲスト出演
映画第2作に登場。

### 仮面ライダー電王
デンライナーでダンボールの世界にたまたま通りすがった電王。ダンボールだがオリジナルの電王であり、ダン王を手助けする。

### 仮面ライダーダン王
タニオリが変身したダンボール世界の仮面ライダー。名称はダンボールの王から。
ダン王 プラットフォーム
タニオリが「ダンオウベルト」で変身した姿。変身前よりも早く動ける。
ダン王 パワーアップフォーム
電王から貰ったライダーパスでプラットフォームから変身したソードフォームに当たる姿。電王から借りたバイク「マシンデンバード」に乗り、「ダンガッシャーソード」から放つ「必殺 電車斬り」が必殺技。